# Кымпяну, Септимиу
Септимиу Кымпяну (рум. Septimiu Câmpeanu; род. 12 июля 1957, Клуж-Напока) — румынский футболист, игрок сборной Румынии.

## Карьера
Кымпяну в течение восьми сезонов играл за «Университатю», а затем перешёл в Стяуа, где играл два сезона. В 1984 году вернулся в «Университатю», в которой отыграл четыре сезона и завершил карьеру игрока.
Септимиу Кымпяну сыграл четыре матча на международном уровне за сборную Румынии, дебютировав в матче против Израиля (2:1), когда тренер Валентин Стэнеску выпустил его на поле на 46-й минуте игры вместо Мирчи Санду. Он также сыграл в матче 0:0 против Венгрии в отборочном турнире чемпионата мира 1982 года. В своей последней игре за сборную он забил свой единственный гол в матче против Израиля (3:2).